# Éric de Moulins-Beaufort
Éric Marie de Moulins d’Amieu de Beaufort (* 9. prosince 1962 Landau in der Pfalz) je francouzský římskokatolický duchovní. V letech 2008–2018 zastával úřad pomocného biskupa v pařížské arcidiecézi.
Od roku 2018 zastává úřad sídelního arcibiskupa remešské arcidiecéze. Dne 3. dubna 2019 byl zvolen předsedou francouzské biskupské konference, znovuzvolen pak v roce 2022.

## Život

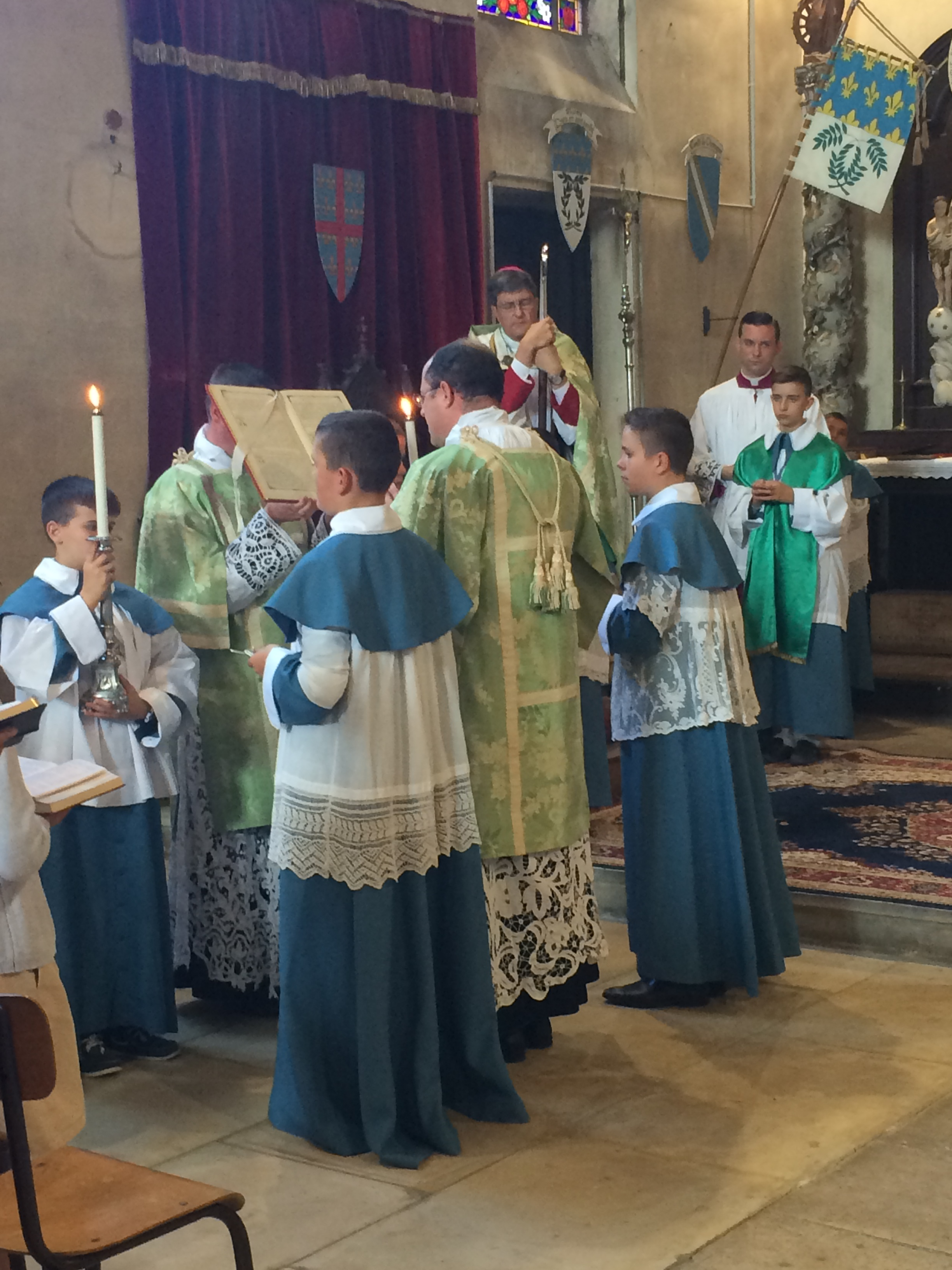
Mons. Éric de Moulins-Beaufort na tradiční mši svaté podle misálu z roku 1962 v kostele sv. Jany z Arku v Remeši

Éric Marie se narodil v roce 1962 ve městě Landau in der Pfalz, nacházející se ve spolkové zemi Porýní-Falc. Po vysvěcení na kněze v roce 1991 působil ve farnostech náležejících pařížskému arcibiskupství. Papež Benedikt XVI. ho roku 2008 roku jmenoval pomocným biskupem v pařížské arcidiecézi. Papež František jej v roce 2018 povýšil na sídelního arcibiskupa remešské arcidiecéze. Mons. de Moulins-Beaufort byl v dubnu 2019 zvolen předsedou francouzské biskupské konference s mandátem na 3 roky.  V dubnu 2022 byl zvolen na další třileté období.